# The Chantels
The Chantels (Шанте́лз или Шенте́лз)  — американская гёрл-группа, основанная в 1950-х годах.
Их самая известная песня —  «Maybe». Сингл с ней вышел в декабре 1957 года и в январе достиг 15-го места в Billboard Hot 100 и 2-го места в R&B чарте «Билборда». В 1958 в Соединённых Штатах сингл был сертифицирован «золотым диском» за продажи в более, чем миллион экземпляров. По состоянию на 2011 год, «Maybe» находится на 199-м месте в списке 500 величайших песен всех времён по версии журнала «Роллинг стоун». Кроме того, песня «Maybe» в исполнении группы The Chantels входит в составленный Залом славы рок-н-ролла список 500 Songs That Shaped Rock and Roll.
Группа была включена в Зал славы вокальных групп в 2002 году.

## Состав

### Оригинальный состав
- Арлин Смит (англ. Arlene Smith)
- Соня Горинг (англ. Sonia Goring)
- Рене Майнус (англ. Renee Minus)
- Лоис Харрис (англ. Lois Harris)
- Джеки Лэндри Джексон[англ.] (англ. Jackie Landry Jackson)

## Дискография

### Синглы
| Год  | Название               | Чарты | Чарты  |
| Год  | Название               | US    | US R&B |
| ---- | ---------------------- | ----- | ------ |
| 1957 | «He's Gone»            | 71    |        |
| 1958 | «Maybe»                | 15    | 2      |
| 1958 | «Every Night (I Pray)» | 39    | 16     |
| 1958 | «I Love You So»        | 42    | 12     |
| 1959 | «Summer's Love»        | 93    | 29     |
| 1961 | «Look in My Eyes»      | 14    | 6      |
| 1961 | «Well I Told You»      | 29    | —      |
| 1962 | «Here It Comes Again»  | 118   | —      |
| 1963 | «Eternally»            | 77    | —      |
| 1969 | «Maybe»                | 116   | —      |

### Альбомы
| Год  | Название                          |
| ---- | --------------------------------- |
| 1958 | We Are The Chantels               |
| 1962 | The Chantels On Tour              |
| 1962 | There's Our Song Again            |
| 1964 | The Chantels Sing Their Favorites |